# 別列濟夫卡 (埃米利奇涅區)
50°40′57″N 28°0′57″E / 50.68250°N 28.01583°E
別列濟夫卡（烏克蘭語：Березівка），是烏克蘭北部的村莊，隸屬日托米爾州的茲維亞赫爾區。該村面積0.78平方公里，海拔高度212米，2001年人口299，人口密度每平方公里384.32人。